# Johann Georg Repsold
Johann Georg Repsold (19 de septiembre de 1770 – 14 de enero de 1830) fue un astrónomo alemán.

## Biografía
Repsold se unió al cuerpo de bomberos de Hamburgo en 1799. En 1802 comenzó a construir un observatorio privado, y colaboró con el trabajo astronómico de Heinrich Christian Schumacher. Sin embargo, el observatorio fue destruido durante las Guerras Napoleónicas en 1811. En 1825 completó un nuevo observatorio, y se convirtió en su director, financiando los gastos de la institución.
En 1830 murió debido a su oficio como bombero. El gobierno local se hizo cargo de la financiación del observatorio tras su muerte, siendo nombrado director Carl Ludwig Christian Rümker. El observatorio de Repsold fue demolido para la construcción de uno nuevo, el Observatorio de Hamburgo-Bergedorf, en 1909.

## Eponimia
- El cráter de la Luna Repsold fue nombrado en su honor.[2]
- El asteroide (906) Repsolda también conmemora su nombre.[3]